# Кэрриер, Уиллис
Уиллис Хэвилэнд Кэрриер (англ. Willis Haviland Carrier; 26 ноября 1876, Ангола, Нью-Йорк — 7 октября 1950[…], Нью-Йорк, Нью-Йорк) — американский изобретатель и инженер в области систем вентиляции и кондиционирования. Разработал основы теории кондиционирования воздуха, контроля температуры и влажности, создал первый кондиционер, холодильную машину (чиллер) и первый автомобильный кондиционер.

## Биография
Большую роль в воспитании Уиллиса сыграли родители: его мать-квакерша поощряла интерес сына к книгам, а отец-фермер привлекал сына к ремонту сельскохозяйственного оборудования, конструированию холодильников для хранения мяса, вентиляционных систем для коровников, проектированию схем укладки стогов, позволяющих уберечь сено от гниения за счёт достижения оптимальной циркуляции воздуха. Уиллис на отлично окончил среднюю школу и как вундеркинд, подающий большие надежды, на льготных условиях был принят в Корнеллский университет в Итаке. Он получал стипендию, но её едва хватало на оплату комнаты и питание, и чтобы подработать, Уиллис косил лужайки, кочегарил, работал в им же организованной студенческой прачечной.
В 1901 году Кэрриер получил степень магистра инженерных наук и устроился в компанию Buffalo Forge, в только что созданный отдел экспериментальной инженерии. Ему поручили разработку нагревательных систем для сушки лесопиломатериалов и кофе. Системы были разработаны в кратчайший срок, Buffalo Forge заработала на них 40 тыс. $ и потратила часть этих денег на финансирование дальнейших разработок Кэрриера.
17 июля 1902 года в Буффало Кэрриер спроектировал для бруклинской типографии первый в мире кондиционер воздуха — агрегат, позволяющий контролировать влажность и температуру воздуха. Патент на кондиционер (№ 808897 «Apparatus for treating air») он получил 2 января 1906 года. Первый домашний кондиционер его конструкции был установлен в 1914 году в Миннеаполисе.
26 июня 1915 года Кэрриер основал компанию «Carrier Corporation».